# Dennis van Dijken
Pas d'image ? Cliquez ici

a Compétitions nationales et continentales officielles uniquement.

b Matchs officiels uniquement.
Dernière mise à jour le 26 février 2023.
Dennis van Dijken, né le 25 août 1999, est un joueur international néerlandais de rugby à XV, qui évolue au poste de deuxième ligne. 

## Biographie
Dennis van Dijken est formé au RC The Pink Panthers de Driebergen-Rijsenburg. Détecté assez jeune, il intègre la Rugby Academy Midden Oost d'Hilversum ainsi que l'équipe nationale des moins de 16 ans. Il rejoint en 2016 le RC Eemland, tout en intégrant l'équipe nationale des moins de 18 ans. Étudiant au sein du Johan Cruyff Institute (en), il participe au championnat d'Europe des moins de 20 ans 2018, où il espère se faire remarquer par un club français. Ce sera chose faite, puisqu'il intègre à la rentrée suivante le centre de formation du Stade aurillacois.
Il reste deux saisons à Aurillac, avant de signer son premier contrat sénior au CA Lannemezan en 2020. En 2021, il décroche sa première sélection lors d'un match face à la Belgique, qui permet aux Pays-Bas de revenir au plus haut niveau du championnat d'Europe. À l'intersaison, il quitte Lannemezan et rejoint le SC Graulhet, mais n'y reste qu'un an et retourne ensuite à Lannemezan, désormais en Nationale 2.